# BMX-Rennsport-Europameisterschaften
Die BMX-Rennsport-Europameisterschaften werden seit 1982 jährlich an wechselnden Orten veranstaltet. Wie auch die Weltmeisterschaften wurden sie zunächst von der International BMX Federation (I.BMX.F.) organisiert, dem seinerzeitigen, auf BMX-Rennsport spezialisierten Weltverband organisiert. 1992 wurde die Fédération Internationale Amateur de Cyclisme (FIAC), die Amateursport-Abteilung des Radsport-Weltverbands UCI, Mitorganisator der Europameisterschaften. Nachdem sich die I.BMX.F 1996 in die UCI integriert hatte, übernahm der Europäische Radsportverband UEC die Organisation.
Von 1996 bis 2013 wurden die Europameisterschaften als Rennserie ausgetragen. Seit 2014 wird diese Serie als Europacup bezeichnet, während die Europameisterschaften wieder aus einem einzigen Rennen bestehen.

## Austragungen
| Jahr      | Austragungsort                                       |
| --------- | ---------------------------------------------------- |
| 1982      | Beek en Donk, Niederlande                            |
| 1983      | Birmingham, Vereinigtes Königreich Dijon, Frankreich |
| 1984      | Birmingham, Vereinigtes Königreich                   |
| 1985      | Palau-solità i Plegamans, Spanien                    |
| 1986      | Weiterstadt, BR Deutschland                          |
| 1987      | Houthalen-Helchteren, Belgien                        |
| 1988      | Slagharen, Niederlande                               |
| 1989      | Aalborg, Dänemark                                    |
| 1990      | Littau, Schweiz                                      |
| 1991      | Slough, Vereinigtes Königreich                       |
| 1992      | Padua, Italien                                       |
| 1993      | Märsta, Schweden                                     |
| 1994      | Wien, Österreich                                     |
| 1995      | Vallet, Frankreich                                   |
| 1996–2013 | mehrere Orte                                         |
| 2014      | Roskilde, Dänemark                                   |
| 2015      | Erp, Niederlande                                     |
| 2016      | Verona, Italien                                      |
| 2017      | Bordeaux, Frankreich                                 |
| 2018      | Glasgow, Vereinigtes Königreich                      |
| 2019      | Valmiera, Lettland                                   |
| 2021      | Zolder, Belgien                                      |
| 2022      | Dessel, Belgien                                      |
| 2023      | Besançon, Frankreich                                 |
| 2024      | Verona, Italien                                      |
| 2025      | Valmiera, Lettland                                   |

2026 ist die EM im französischen Sarrians geplant, 2027 in Heusden-Zolder.